# Mercato San Severino
Mercato San Severino é uma comuna italiana da região da Campania, província de Salerno, com cerca de 20.232 habitantes. Estende-se por uma área de 30 km², tendo uma densidade populacional de 674 hab/km². Faz fronteira com Baronissi, Bracigliano, Castel San Giorgio, Cava de' Tirreni, Fisciano, Montoro Inferiore (AV), Roccapiemonte, Siano.

## Demografia
| Variação demográfica do município entre 1861 e 2011                               |
|                                                                                   |
| Fonte: Istituto Nazionale di Statistica (ISTAT) - Elaboração gráfica da Wikipedia |